# تشارلز هيلير براند
تشارلز هيلير براند هو محامي وقاضي وسياسي أمريكي، ولد في 20 أبريل 1861، وتوفي في 17 مايو 1933 في أثينا في الولايات المتحدة. نشط حزبياً في الحزب الديمقراطي. وقد انتخب عضو مجلس النواب الأمريكي ‏.